# 王承斌
王 承斌（おう しょうひん）は、清末民初の軍人。北洋系の軍人で、北京政府、直隷派に属した。字は孝伯。満州族。なお、民国の政治家呉景濂は表兄（従兄）、漫画家で中国語圏で広く読まれている老夫子の作者・王澤は息子にあたる。

## 事績

### 曹錕の下での台頭
当初は学問を志し、1902年（光緒28年）に京師優等師範学堂に入学した。しかし1905年（光緒31年）に軍人の道に転じ、保定北洋速成武備学堂に入学した。1907年（光緒33年）に卒業した後、保定軍官学堂に入学した。1909年（宣統元年）に卒業している。その後、王は新軍に入隊して、長春に赴任している。ここで、曹錕率いる第3鎮の三等参謀官に任命された。
1911年（宣統3年）10月、辛亥革命が発生すると、曹錕率いる第3鎮は山西省へ革命派討伐に向かう。1912年（民国元年）1月、第3鎮が北京に引き返した時点で、王は、清朝復辟を目指す宗社党に加わった。このため、同僚の呉佩孚が曹に対して王を罷免するよう要求したが、曹はこれを拒否した。この一件により、呉と王は敵対関係となる。同年8月、王は、第3師第6旅第11団団長に就任し、陸軍少将となった。1913年（民国2年）秋、二次革命（第二革命）鎮圧後に、王承斌は曹錕率いる第3師に随従して湖南省に入り、岳州に駐屯している。1915年（民国4年）の護国戦争（第三革命）でも、第3鎮に随従して四川省へ遠征した。翌1916年（民国5年）1月、第3師補充旅旅長に昇進した。
同年6月に袁世凱が死去すると、第3師は北方へ引き返して保定に駐屯する。1917年（民国6年）5月、王承斌は直隷第1混成旅旅長に昇進し、陸軍中将銜を授与された。同年7月の張勲復辟の際には、王の部隊は西路討逆軍となり、呉佩孚指揮下で張を撃破した。翌年2月、曹錕に随従して南方政府討伐のために湖南省へ出征した。しかし曹の軍では呉が和平を主張するなど士気が上がらず、王も病気を口実に軍事行動を停滞させた。6月、王は陸軍中将に昇進している。

### 賄選の主導
1920年（民国9年）7月の安直戦争では、王承斌は直隷派の後路総指揮となり、安徽派を撃破した。同年10月、第23師師長に昇進し、幇弁直隷軍務も兼任した。その後、王は奉天派・張作霖と曹錕との関係調整役をつとめたが、次第に両派の対立が激化し、調停が困難となる。さらに呉佩孚が曹に「王が奉天派に通じている」旨を讒言したため、王は直隷派の中で冷遇され始めた。それでも1922年（民国11年）4月の第1次奉直戦争では、王は中路総司令として奉天派を撃破している。その後、王は両派のために停戦交渉を推進して、6月に停戦協定を取りまとめた。同年8月、直隷省長に就任した。
1923年（民国12年）2月以降、王承斌は、曹錕を総統とするため様々な画策を主導した。衆議院議長呉景濂や国務総理代理高凌霨と協力しあって各議員を買収し、10月の選挙で曹を大総統に選出させた。この選挙は「賄選」と呼ばれ、世論の悪評を買うことになる。それでもこの功績により、王は曹から直隷軍務善後督理（直隷督理）に任命された。ところが、この直後に、呉佩孚が再び王承斌について讒言を開始した。王は曹錕から疑われ、またしても冷遇されていく。1924年（民国13年）2月には、第23師師長の地位からも罷免された。王は呉への恨みを募らせ、馮玉祥に次第に接近していくことになる。

### 北京政変に参加、失脚
同年10月の第2次奉直戦争で王承斌は馮玉祥に協力し、北京政変（首都革命）に参加して曹錕を拘禁した。11月、王は曹に総統辞職を迫り、これを受諾させたのである。これにより王は第23師師長に復帰した。しかし、まもなく奉天派の李景林が電撃的に直隷省に入り、王承斌の軍を差し押さえてしまう。直隷省議会も李を支持し、さらに検察が賄選の罪も追及したため、王は完全に失脚した。晩年は天津に寓居している。1936年（民国25年）、王承斌は天津で死去した。享年63。

## 注
1. ↑  以上は、邵（
2005）、453頁による。一方、徐主編（2007）、124頁によれば、速成武備学堂卒業後に陸軍大学に入学し、1908年に陸軍大学正則班第2期を卒業した、としている。
2. ↑  邵（2005）、453頁。
3. 1 2 3 4 5 6  徐主編（2007）、124頁。
4. ↑  邵（2005）、453-454頁。
5. ↑  邵（2005）、454頁。
6. ↑  徐主編（2007）、124頁によれば、陸軍中将銜を授与されたのは、1916年1月の第3師補充旅旅長就任時であり、陸軍中将位を授与されたのは、1917年5月の第1混成旅旅長就任時としている。本記事は邵（2007）、454頁によった。
7. ↑  邵（2005）、454-456頁。
8. ↑  邵（2005）、456-460頁。
9. ↑  邵（2005）、460-461頁。